# Stadtmodell
Unter einem Stadtmodell oder Stadtstrukturmodell versteht man die idealisierte und vereinfachte Darstellung der räumlichen, sozialen, wirtschaftlichen und kulturellen Gliederung einer Stadt in einer bestimmten Region für einen bestimmten historischen Zeitrahmen. Bekannte historische Stadtmodelle sind unter anderem die Römerstadt, Mittelalterliche Stadt, Barockstadt, Sozialistische Stadt.

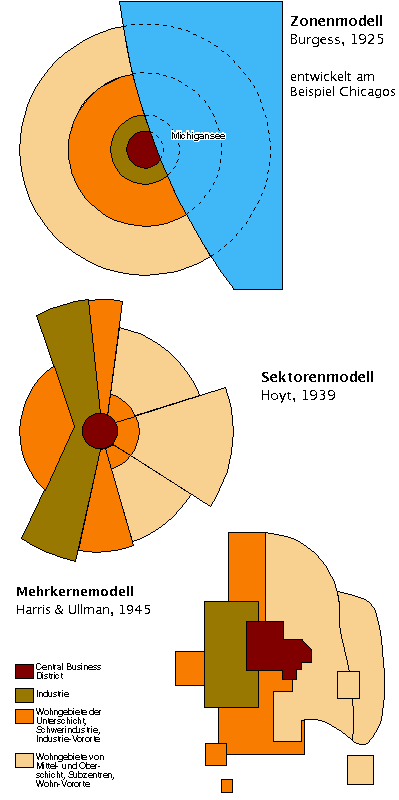
Modell der konzentrischen Ringe nach Burgess, Sektorenmodell nach Hoyt und Mehrkernemodell nach Harris & Ullman

Für die Beschreibung der soziostrukturellen Gliederung von Städten in Europa und Nordamerika sind vor allem die Modelle der Chicagoer Schule bedeutsam. Das Modell der konzentrischen Ringe von Burgess, das Sektorenmodell von Hoyt und das Mehrkernemodell von Harris und Ullman beschreiben jeweils eine bestimmte Auffassung zur räumlichen Entmischung von Bevölkerungsgruppen (siehe Segregation), die sich entweder nur statistisch für den Stadtraum belegen lässt oder auch morphologisch in Erscheinung tritt.
Angepasste regionalspezifische Modelle sind bekannt für die Orientalische Stadt und die Lateinamerikanische Stadt.
Es gibt zahlreiche weitere geografische Stadtmodelle. Gemeinsam ist ihnen der Versuch, die Entstehungs- und Entwicklungsprozesse städtischer Siedlungen allgemein gültig abzubilden.
Diese – in keinem Lehrbuch fehlenden – grafischen Modelle verleiten häufig zum unmittelbaren Rückschluss auf die Realität, was aufgrund des hohen Abstraktionsniveaus und zumeist fehlender Angaben zu Modellrestriktionen nicht möglich ist. In der Realität ergeben sich, beeinflusst vor allem durch die wirtschaftliche Situation einer Stadt, aber auch durch den ökonomischen oder ethnischen Status von Bevölkerungsgruppen, Überlagerungen aller drei Modelle.
Übersicht der drei bekanntesten Stadtmodelle:

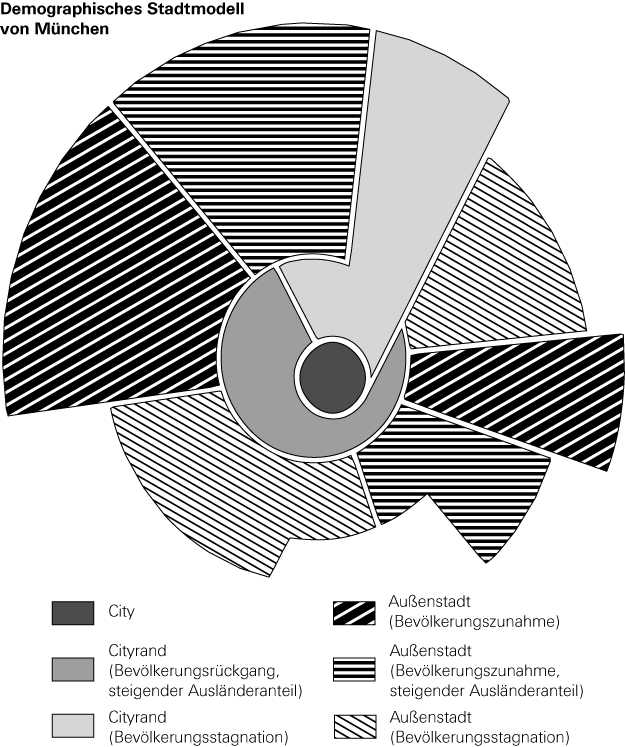
Stadtmodell von München

(Abbildung rechtsstehend)
| Autor                       | Jahr      | Idee            |
| --------------------------- | --------- | --------------- |
| E.W. Burgess                | 1925/1929 | Zonenmodell     |
| H. Hoyt                     | 1939      | Sektorenmodell  |
| C.D. Harris und E.L. Ullman | 1945      | Mehrkernemodell |